# 斑裸胸海龍
斑裸胸海龍（学名：Nerophis maculatus），為輻鰭魚綱棘背魚目海龍科的其中一種，分布於東大西洋區，從葡萄牙至亞速群島及地中海海域，棲息深度可達30公尺，體長可達30公分，棲息在岩石海域，卵胎生。
其种加词“maculatus”意为“有斑点、斑块、斑纹的”。